# Melastomastrum
Melastomastrum là chi thực vật có hoa trong họ Mua.